# 小松永門
小松 永門（こまつ ひさと、1964年 - ）は、日本の実業家。マウスコンピューター代表取締役社長。

## 経歴
- 1964年、千葉県生まれ[1]
- 1989年、千葉大学工学部を卒業後、インテルへ入社[1]
- 2005年、ヘッドハンティングにより、マウスコンピューターへ入社[1]
- 2006年、同社代表取締役社長に就任
- 2024年6月、代表取締役社長を退任

## 人物
- 社長就任後の2006年1月には、「より多くの人たちにマウスコンピューターの存在を知っていただきたい」という思いから、スタンダードPCのブランド名を「mouse(マウス)」に変更し、ロゴマークも刷新した[2]。

## テレビ番組
- 日経スペシャル カンブリア宮殿 メード・イン・ジャパンで快進撃！ ガレージで生まれた異色メーカー（2022年4月28日、テレビ東京）- マウスコンピューター社長として出演[3]。